# McCafé
McCafé es una cafetería perteneciente a la firma McDonald's. Fue conceptualizada y lanzada en Melbourne (Australia) en 1993 por la concesionaria de McDonald's Ann Brown y fue introducida al público con la ayuda del director ejecutivo de McDonald's Charlie Bell y el entonces jefe y futuro director ejecutivo James Skinner. La cadena refleja una tendencia de consumo hacia el café expreso.
Según reportes, las tiendas de McCafé generan un 15% más de ingresos que una tienda regular de McDonald's.

## Expansión internacional

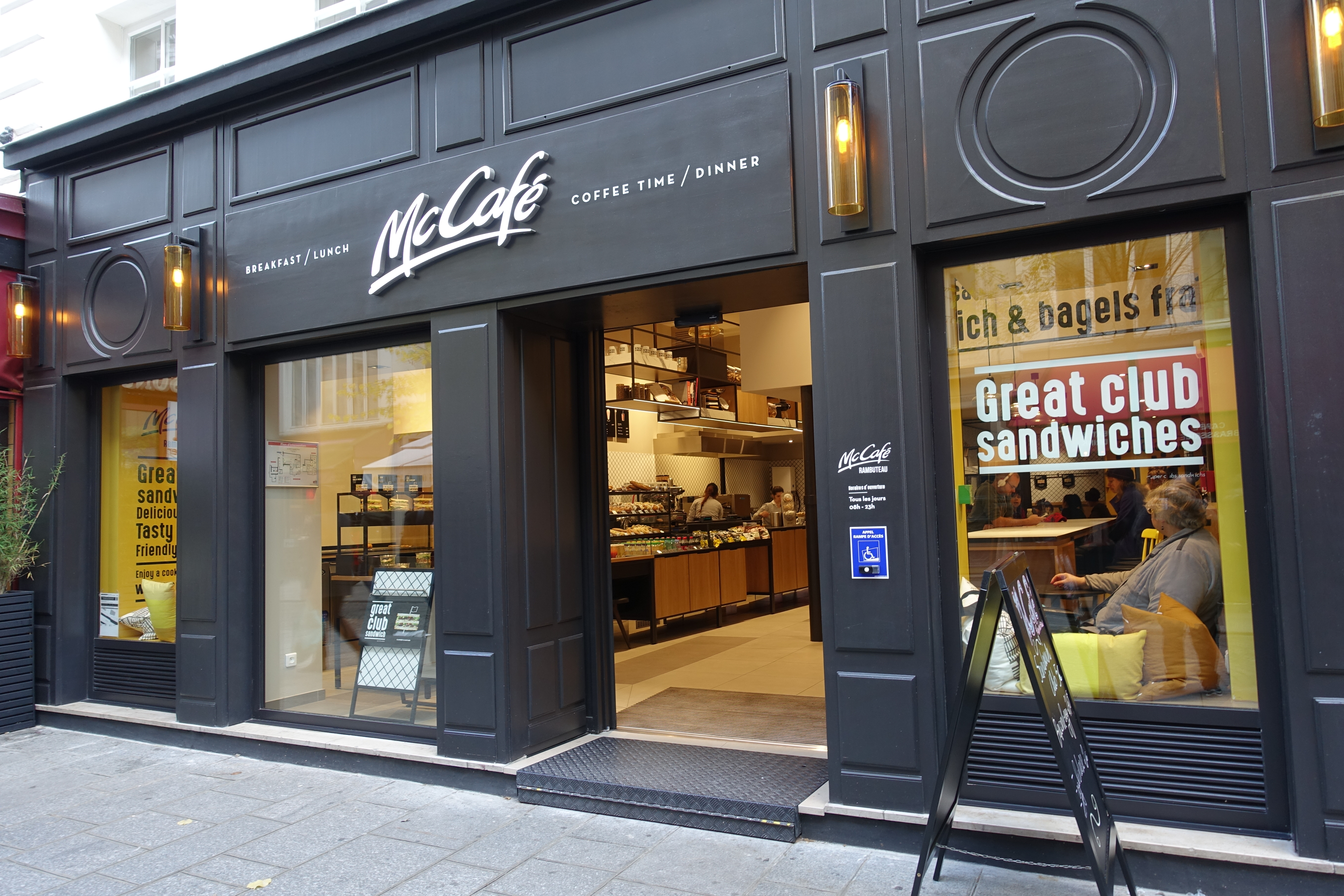
McCafé en París (Francia).

La primera tienda en Estados Unidos abrió en Chicago (Illinois) en mayo de 2001, cuando existían un total de 300 tiendas alrededor del mundo. En 2003 McCafé abrió su primera tienda en Guatemala. En 2004 McCafé abrió en Costa Rica y Francia y al año siguiente se lanzó el concepto en Italia. En 2007, la cadena se expandió a Japón como parte de los esfuerzos de McDonald's para impulsar las ventas con ofrecimientos de sopa y sándwich más saludables y para llegar a nuevos consumidores que preferían las cafeterías tradicionales. Pese a ser una parte relativamente pequeña de la estrategia total de McDonald's, existen actualmente unas 1300 tiendas a nivel mundial.
En junio de 2006 abrió el primer McCafé en Bulgaria, ubicado en el Centro Comercial de Sofía.
El McCafé llegó a Paraguay en 2007.
En Estados Unidos, McDonald's introdujo a nivel nacional una línea de café llamada "McCafé". A diferencia de lo que ocurre en otros países, "McCafé" es solo una línea de bebidas especiales, no una cafetería completa.
En agosto de 2008, McDonald's expandió su concepto de McCafé a Sudáfrica, donde la franquicia de McDonald's ya es un nombre familiar y una de las mayores cadenas de comida rápida del país. A finales de 2009 comenzaron a estar disponibles bebidas del McCafé en restaurantes de McDonald's en Estados Unidos. McCafé abrió en El Salvador en julio de 2010, ubicado en los restaurantes de McDonald's en Zona Rosa y restaurante Mcdonald`s Los Próceres.
McCafé abrió en Madrid (España) en junio de 2008, en los restaurantes de McDonald's en la calle Montera.
En 2011 McDonald's inició la expansión de McCafé en Ucrania. A enero de 2014, hay 6 McCafés en Kiev, 1 en Leópolis, 1 en Odesa, 1 en Dnipró y 1 en Járkov.
En julio de 2010 McCafé agregó smoothies de fruta a su lista de bebidas. En noviembre de 2010 agregó chocolate caliente y mocha. En julio de 2011 agregó limonada de frutilla helada y smoothie de mango y ananá al menú de Estados Unidos.

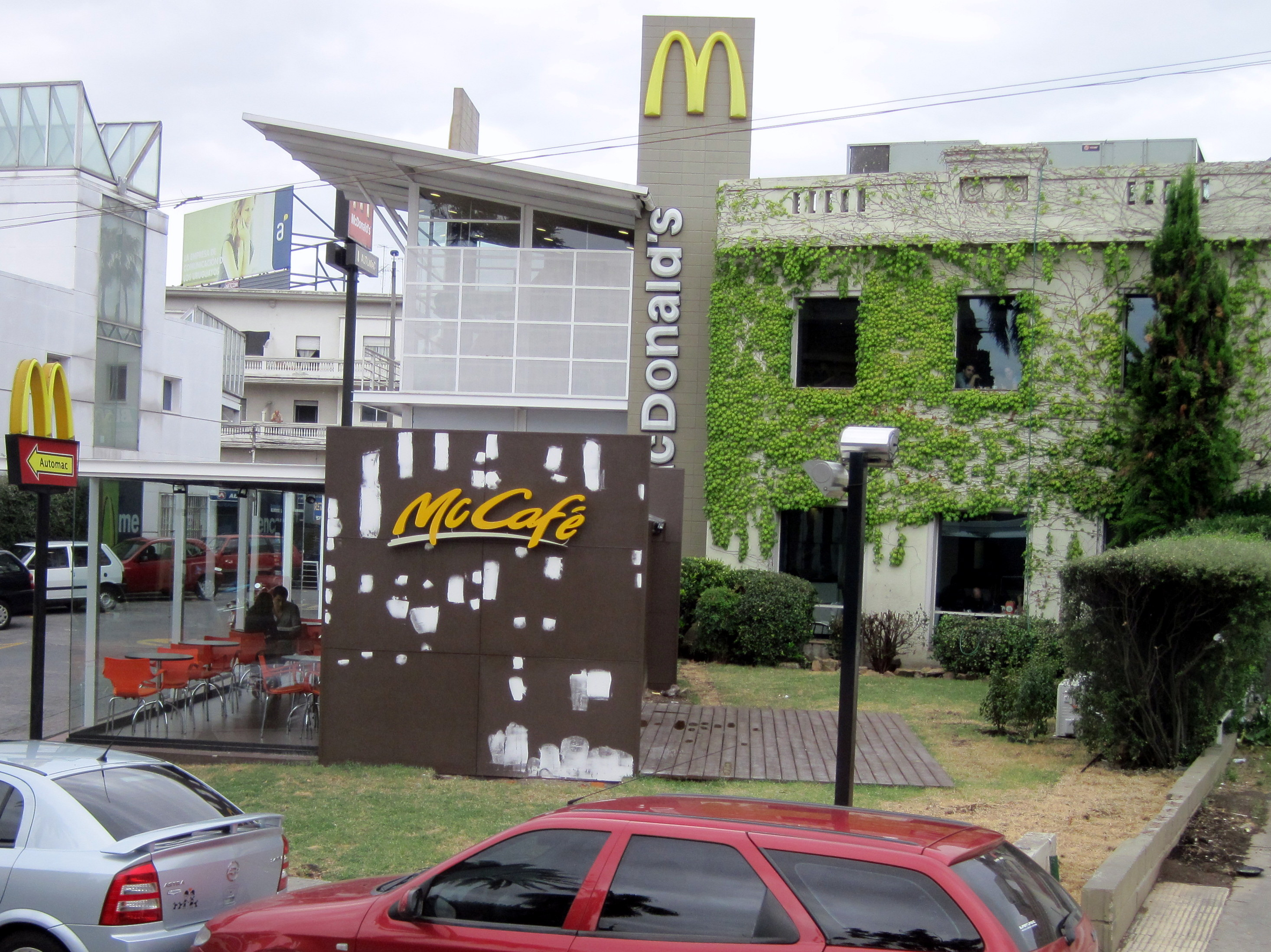
McCafé en Montevideo (Uruguay)

En noviembre de 2011, McDonald's Canadá lanzó McCafé a lo largo del país luego de haber estado disponible solo en algunas tiendas seleccionadas previamente a este anuncio. Con la introducción de McCafé en Canadá, las tiendas participantes de McDonald's agregaron a su menú mocha, cappuccino, americano, latte, latte helado, mocha helada y chocolate caliente. Con McCafé, McDonald's se encuentra ahora en competencia directa con Coffe Time, Country Style, Second Cup, Starbucks, Tim Hortons y Timothy's en el mercado canadiense de café.
En junio de 2012, McDonald's lanzó el primer McCafé en Malasia, ubicado en Kota Damansara, tras lo cual abrieron otros en las tiendas de Bandar Utama, Subang Jaya, Titiwangsa y Taman Connaught, actualmente todas localizadas en el valle Klang, al igual que en Greenlane, Birch House, IJM Promenade y el aeropuerto internacional de Penang, todas en Penang.
En Turquía, McCafé opera bajo el nombre "McD Café". La primera tienda abrió en julio de 2012 en el aeropuerto de Sabiha Gökçen. A abril de 2016, hay 8 McD Cafés en el lado asiático de Estambul, 6 en el lado europeo, 3 en Antalya, 2 en Adana y Kocaeli y uno en Afyonkarahisar, Aksaray, Ankara y Kırşehir.
En diciembre de 2012, McDonald's anunció que llevaría la marca McCafé y su línea de productos a todos los restaurantes de McDonald's en el Reino Unido. Esto incluiría el agregado de frappés helados, smoothies de fruta y el cambio de marca del café estándar de McDonald's a "McCafé".
En octubre de 2013, McDonald's lanzó su primer McCafé en India, ubicado en Bombay (Maharashtra).
En agosto de 2014, la compañía anunció que comenzaría a vender su café en supermercados a lo largo de Estados Unidos para su preparación casera. Producido y distribuido en asociación con Kraft Foods, el café está actualmente disponible en bolsas preempacadas y cápsulas.
En diciembre de 2015, McDonald's Canadá abrió su primera tienda exclusiva de McCafé en la estación Union Station de Toronto.